# Championnats d'Europe de karaté 1985
Les championnats d'Europe de karaté 1985 sont des championnats internationaux de karaté qui ont eu lieu à Oslo, en Norvège, en 1985. Cette édition a été la vingtième des championnats d'Europe de karaté seniors organisés par la Fédération européenne de karaté chaque année depuis 1966. Un total de 292 athlètes provenant de dix-huit pays y ont participé.

## Résultats

### Épreuves individuelles

#### Kata
| Rang | Pays                 | Karatéka             |
| ---- | -------------------- | -------------------- |
| 1    | Allemagne de l'Ouest | Efthimios Karamitsos |
| 2    | ?                    | ?                    |
| 3    | ?                    | ?                    |

| Rang | Pays                 | Karatéka |
| ---- | -------------------- | -------- |
| 1    | Allemagne de l'Ouest | Hackner  |
| 2    | ?                    | ?        |
| 3    | ?                    | ?        |

#### Kumite

##### Kumite masculin
| Rang | Pays    | Karatéka      |
| ---- | ------- | ------------- |
| 1    | Norvège | Stein Rønning |
| 2    | ?       | ?             |
| 3    | ?       | ?             |

| Rang | Pays    | Karatéka |
| ---- | ------- | -------- |
| 1    | Espagne | Cebolla  |
| 2    | ?       | ?        |
| 3    | ?       | ?        |

| Rang | Pays     | Karatéka   |
| ---- | -------- | ---------- |
| 1    | Pays-Bas | Wim Mossel |
| 2    | ?        | ?          |
| 3    | ?        | ?          |

| Rang | Pays    | Karatéka |
| ---- | ------- | -------- |
| 1    | Espagne | Martinez |
| 2    | ?       | ?        |
| 3    | ?       | ?        |

| Rang | Pays    | Karatéka         |
| ---- | ------- | ---------------- |
| 1    | Espagne | José Manuel Egea |
| 2    | ?       | ?                |
| 3    | ?       | ?                |

| Rang | Pays    | Karatéka   |
| ---- | ------- | ---------- |
| 1    | Espagne | Oscar Zazo |
| 2    | ?       | ?          |
| 3    | ?       | ?          |

| Rang | Pays   | Karatéka       |
| ---- | ------ | -------------- |
| 1    | France | Emmanuel Pinda |
| 2    | ?      | ?              |
| 3    | ?      | ?              |

##### Kumite féminin
| Rang | Pays   | Karatéka           |
| ---- | ------ | ------------------ |
| 1    | France | Catherine Girardet |
| 2    | ?      | ?                  |
| 3    | ?      | ?                  |

| Rang | Pays        | Karatéka       |
| ---- | ----------- | -------------- |
| 1    | Royaume-Uni | Beverly Morris |
| 2    | ?           | ?              |
| 3    | ?           | ?              |

| Rang | Pays     | Karatéka        |
| ---- | -------- | --------------- |
| 1    | Pays-Bas | Guus van Mourik |
| 2    | ?        | ?               |
| 3    | ?        | ?               |

## Épreuves par équipe

### Kata par équipe
| Rang | Pays   |
| ---- | ------ |
| 1    | Italie |
| 2    | ?      |
| 3    | ?      |

| Rang | Pays    |
| ---- | ------- |
| 1    | Espagne |
| 2    | ?       |
| 3    | ?       |

### Kumite par équipe
| Rang | Pays        |
| ---- | ----------- |
| 1    | Royaume-Uni |
| 2    | ?           |
| 3    | ?           |

| Rang | Pays   |
| ---- | ------ |
| 1    | Italie |
| 2    | ?      |
| 3    | ?      |